# Tezuka Takako
Tezuka Takako (手塚 貴子, sinh ngày 6 tháng 11 năm 1970) là một cựu cầu thủ bóng đá nữ người Nhật Bản.

## Đội tuyển bóng đá nữ quốc gia Nhật Bản
Tezuka Takako thi đấu cho đội tuyển bóng đá nữ quốc gia Nhật Bản từ năm 1986 đến 1991.

## Thống kê sự nghiệp
| Nhật Bản  | Nhật Bản | Nhật Bản |
| Năm       | Trận     | Bàn      |
| --------- | -------- | -------- |
| 1986      | 10       | 1        |
| 1987      | 4        | 0        |
| 1988      | 3        | 1        |
| 1989      | 9        | 6        |
| 1990      | 4        | 6        |
| 1991      | 11       | 5        |
| Tổng cộng | 41       | 19       |